# Condado de Snyder
El condado de Snyder es un condado ubicado en el estado de Pensilvania. En 2000, su población era de 37.546 habitantes. El Condado de Snyder fue fundado en 1855 a partir de parte del Condado de Unión. Su sede está en Middleburg.

## Geografía
Según la Oficina del Censo, el condado tiene un área total de 860 km² (332 mi²), de la cual 857 km² (330,9 mi²) es tierra y 3 km² (1,2 mi²) (0.29%) es agua.

### Condados adyacentes
- Condado de Union (norte)
- Condado de Northumberland (este)
- Condado de Juniata (sur)
- Condado de Mifflin (oeste)

## Demografía
Según el censo de 2000, el condado cuenta con 37.546 habitantes, 13.654 hogares y 9.981 familias residentes. La densidad de población es de 44 hab/km² (113 hab/mi²). Hay 14.890 unidades habitacionales con una densidad promedio de 17 u.a./km² (45 u.a./mi²). La composición racial de la población del condado es 97,93% Blanca, 0,82% Afroamericana o Negra, 0,05% Nativa americana, 0,42% Asiática, 0,01% De las islas del Pacífico, 0,30% de Otros orígenes y 0,48% de dos o más razas. El 0,98% de la población es de origen Hispano o Latino cualquiera sea su raza de origen.
De los 13.654 hogares, en el 32,10% de ellos viven menores de edad, 62,00% están formados por parejas casadas que viven juntas, 7,40% son llevados por una mujer sin esposo presente y 26,90% no son familias. El 22,40% de todos los hogares están formados por una sola persona y 10,30% de ellos incluyen a una persona de más de 65 años. El promedio de habitantes por hogar es de 2,58 y el tamaño promedio de las familias es de 3,02 personas.
El 24,00% de la población del condado tiene menos de 18 años, el 11,20% tiene entre 18 y 24 años, el 27,40% tiene entre 25 y 44 años, el 23,30% tiene entre 45 y 64 años y el 14,00% tiene más de 65 años de edad. La mediana de la edad es de 37 años. Por cada 100 mujeres hay 95,60 hombres y por cada 100 mujeres de más de 18 años hay 93,10 hombres.

## Localidades

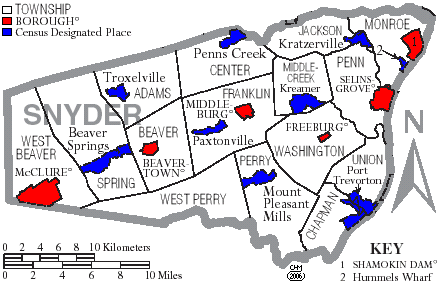
Localidades del condado de Snyder

### Boroughs
Beavertown |
Freeburg |
McClure |
Middleburg |
Selinsgrove |
Shamokin Dam

### Municipios
Adams |
Beaver |
Center |
Chapman |
Franklin |
Jackson |
Middlecreek |
Monroe |
Penn |
Perry |
Spring |
Union |
Washington |
West Beaver |
West Perry

### Lugares designados por el censo
Beaver Springs |
Hummels Wharf |
Kratzerville |
Kreamer |
Mount Pleasant Mills |
Paxtonville |
Penns Creek |
Port Trevorton |
Troxelville